# Cagan-Szybetu
Cagan-Szybetu (ros.: Цаган-Шибэту; mong.: Цагаан Шивээтийн нуруу, Cagaan Sziweetijn nuruu) – pasmo górskie w azjatyckiej części Rosji (południowo-zachodnia Tuwa) i północno-zachodniej Mongolii, między masywem Mongun-Tajga a pasmem Tannu-Oła. Rozciąga się równoleżnikowo na długości ok. 130 km. Najwyższy szczyt, Cagaan Szuwuut uul, osiąga 3495 m n.p.m. Pasmo zbudowane głównie z łupków paleozoicznych i skał wulkanicznych. Zbocza południowe są strome i porośnięte stepami oraz tundrą górska; zbocza północne porozcinane są głębokimi dolinami rzecznymi i pokryte w dolnych partiach tajgą. Występują lodowce górskie.